# Cavernularia clavata
Cavernularia clavata är en korallart som beskrevs av Kükenthal och Hjalmar Broch 1911. Cavernularia clavata ingår i släktet Cavernularia och familjen Veretillidae. Inga underarter finns listade i Catalogue of Life.